# Елизабет фон Вирнебург
Елизабет фон Вирнебург (на немски: Elisabeth von Virneburg; * ок. 1303, Вирнебург; † 14 септември 1343, Кьонигсфелден, Ааргау, Швейцария) е графиня от Вирнебург и чрез женитба херцогиня на Австрия.

## Биография
Тя е дъщеря на граф Рупрехт II фон Вирнебург († 1304) и съпругата му Кунигунда фон Нойенар († 1329), дъщеря на граф Дитрих фон Нойенар († 1276) и Хедвиг фон Кесел († сл. 1276). Сестра е на граф Рупрехт III фон Вирнебург († 1352) и Хайнрих III фон Вирнебург († 1353), архиепископ, курфюрст на Майнц (1328/1337 – 1346/1353) и племенница на Хайнрих II фон Вирнебург, архиепископ на Кьолн (1304 – 1332).
Елизабет фон Вирнебург се омъжва през октомври 1314 г. във Виена за херцог Хайнрих от Австрия (* 15 май 1299, † 3 февруари 1327), петият син на римско-немския крал Албрехт I († 1308) и на Елизабет Каринтийска, Горицко-Тиролска († 1313). Той е по-малък брат на геген-крал Фридрих Красивия и Агнеса, омъжена през 1296 г. за крал Андраш III от Унгария. Бракът остава бездетен. Хайнрих умира на 28 години на 3 февруари 1327 г. Елизабет погребва съпруга си в гробницата на Хабсбургите в манастир Кьонигсфелден.
Елизабет живее още 16 години. Вероятно влиза в манастир Кьонигсфелден при Виндиш и умира там на ок. 42 години. Тя е погребана в църквата на манастир Кьонигсфелден. През 1770 г. нейните останки тържествено са преместени първо в катедралата „Св. Блазиен“ в Шварцвалд, след закриването на манастира през 1806 г. в манастир Шпитал ам Пирн, Австрия, а през 1809 г. в манастирската църковна гробница в „Санкт Паул“ в Лаванттал в Каринтия.